# Mina de Grasberg
A Mina de Grasberg é a maior mina de ouro e a terceira maior mina de cobre do mundo. Está localizada na província indonésia de Papua, na parte ocidental da Nova Guiné, a poucos quilômetros a oeste de Puncak Jaya, o pico mais alto da Oceania. Está, portanto, a quase quatro mil metros acima do nível do mar. Possui uma mina a céu aberto e uma mina subterrânea. É operada pela mineradora americana Freeport-McMoRan.
Suas reservas são estimadas em 2,8 bilhões de toneladas, com 1,09 % em cobre, 0,98 grama/tonelada em ouro e 3,87 gramas/tonelada em prata.